# MPEG-4 SLC
MPEG-4 SLS nebo Scalable Lossless Coding je rozšíření standardu komprese zvuku MPEG-4 Part 3, který je určen k bezeztrátové kompresi. Vyvíjen je pod názvem HD-AAC výzkumným institutem Infocomm. SLC umožňuje ztrátovou i bezztrátovou kompresi, velmi podobné WavPacku a je zpětně kompatibilní s AAC. To umožňuje vytvářet soubory vhodné jak pro streaming po internetu tak i ryze pro archivačního směru.